# 汪行远
汪行远，河南商城人，曾任中南财经大学校长（1994年10月—1999年1月）。2015年担任中国高等教育学会高等财经教育分会第一届理事会顾问。